# Flora Atlantica
Flora Atlantica (abreviado Fl. Atlant.) es un libro ilustrado con descripciones botánicas que fue escrito por el botánico y zoólogo francés, René Louiche Desfontaines. Fue publicado en París en 2 volúmenes con 9 partes en los años 1798-1799 con el nombre de Flora Atlantica: sive historia plantarum quae in Atlante, agro tunetano et algeriensi crescunt.

## Publicación
- Parte n.º  1(1): i-xx, 1-120, tt. 1-30. 29 Apr 1798;
- Parte n.º  1(2): 121-?, tt. 31-60. Jun 1798;
- Parte n.º  1(3): ?-?, tt. 61-90. 28 Jul 1798;
- Parte n.º  1(4): ?-444, [i*-v*], tt. 91-120. Sep 1798;
- Parte n.º  2(5): 1-80. tt. 121-150. Oct 1798;
- Parte n.º  2(6): 81-160. tt. 151-180. Nov 1798;
- Parte n.º  2(7): 161-?, tt. 181-210. Feb 1799;
- Parte n.º  2(8): ?-?, tt. 211-240. May 1799;
- Parte n.º  2(9): ?-458, [i-iii], tt. 241-261. Jul 1799